# Wärdshuset Ulla Winbladh

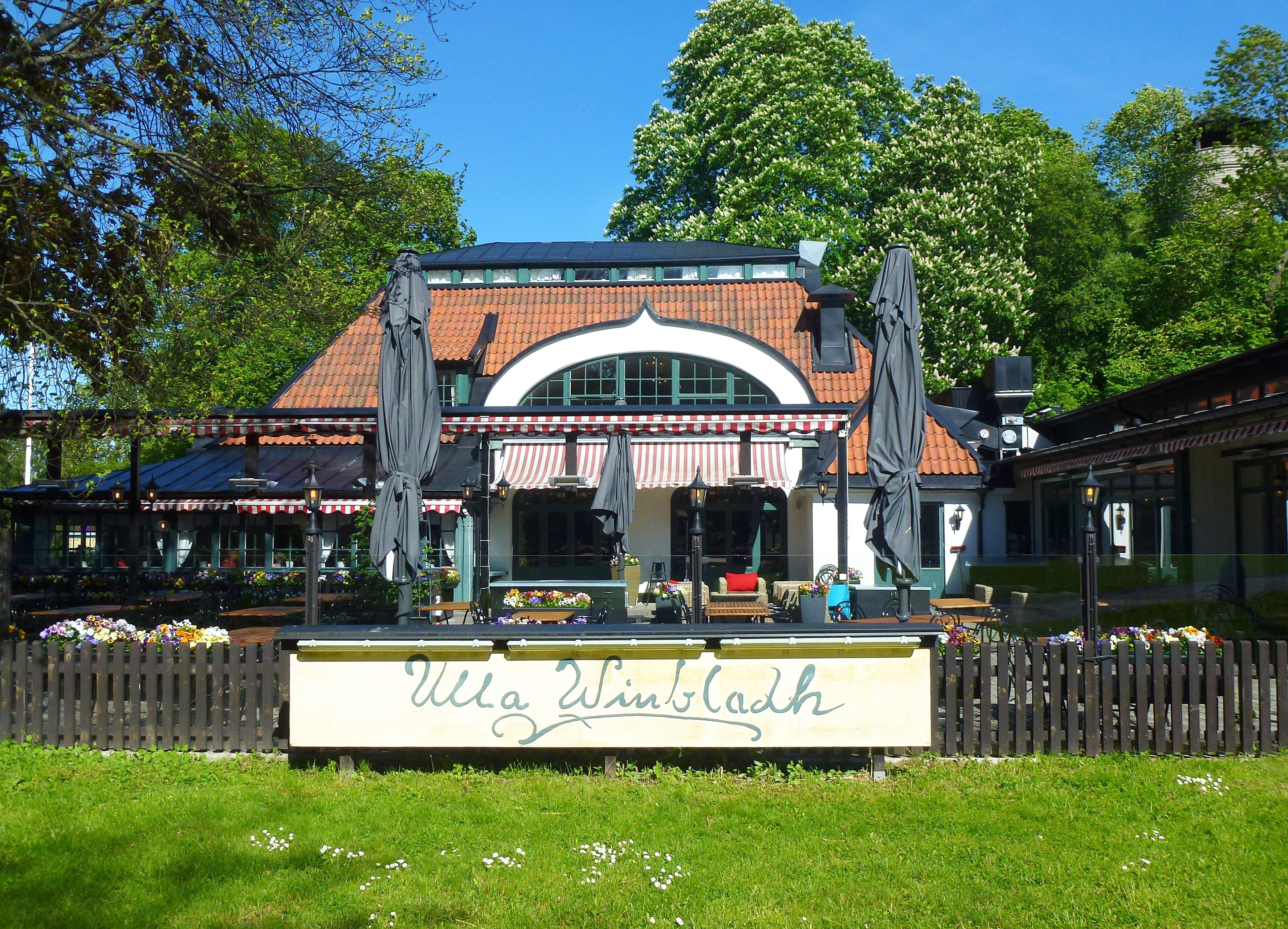
Wärdshuset Ulla Winbladh, 2015.

Wärdshuset Ulla Winbladh (tidigare Reinholds konditori) är en restaurang på Rosendalsvägen 8 på Södra Djurgården i Stockholm, mitt emot ligger restaurang Villa Godthem.

## Historik
Huset är en av de få kvarstående byggnaderna från Allmänna konst- och industriutställningen 1897 och uppfördes efter ritningar av arkitekten Gustaf Wickman. Beställare var den tysk-svenske bagaren August Reinhold. Byggnaden var en utställningspaviljong för Reinholds Ångbageri- & Conditori-Aktiebolag.
Efter utställningen fanns här Reinholds konditori. I mitten av 1950-talet blev det förutvarande konditoriet restaurang med namnet Wärdshuset Ulla Winbladh, uppkallat efter Carl Michael Bellmans figur Ulla Winblad. Här föddes den franska så kallade ”litterära varietén” med Lars Forssell, Ulla Sjöblom, Monica Nielsen och Per Myrberg.  Under många år drevs värdshuset av kocken Nils Emil Ahlin.
Ulla Winbladh ingår i Melanders Group som ägs av Patrik Lundstedt, Ulf Barkman och bröderna Erik och Nils Molinder som bland annat driver Konstnärsbaren, Edsbacka Wärdshus och Sjöpaviljongen.

## Bilder

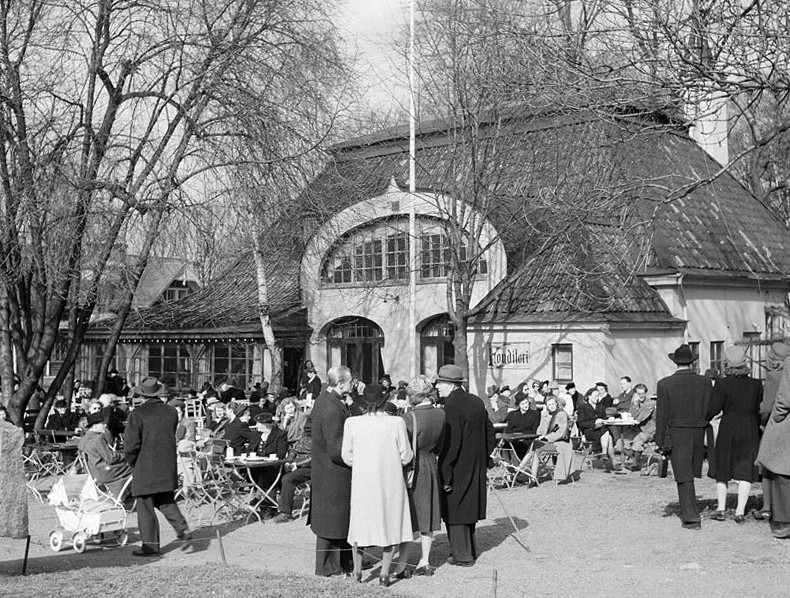
Reinholds konditori 1947.
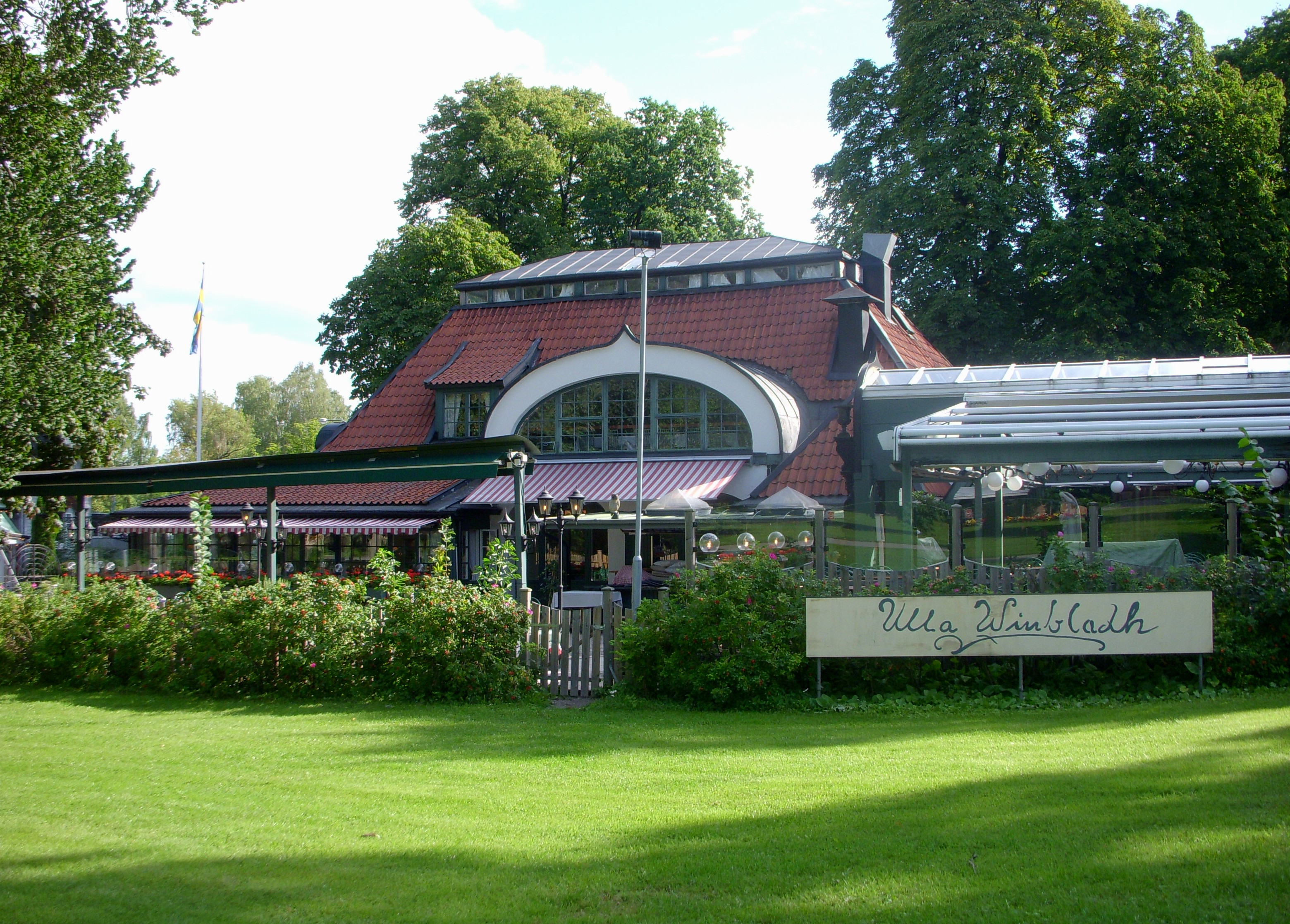
Wärdshuset på sommaren 2008.
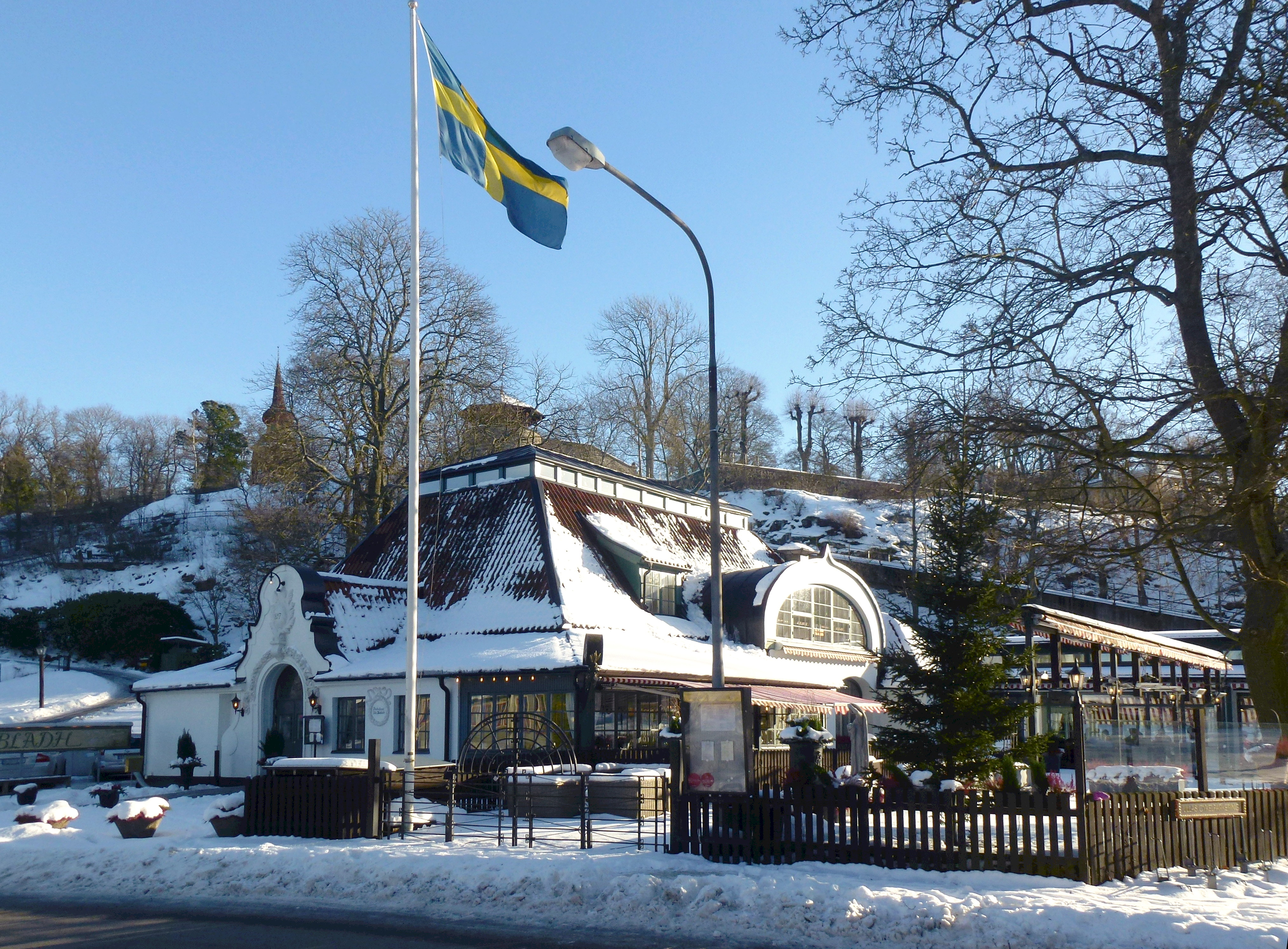
Wärdshuset på vintern 2015.
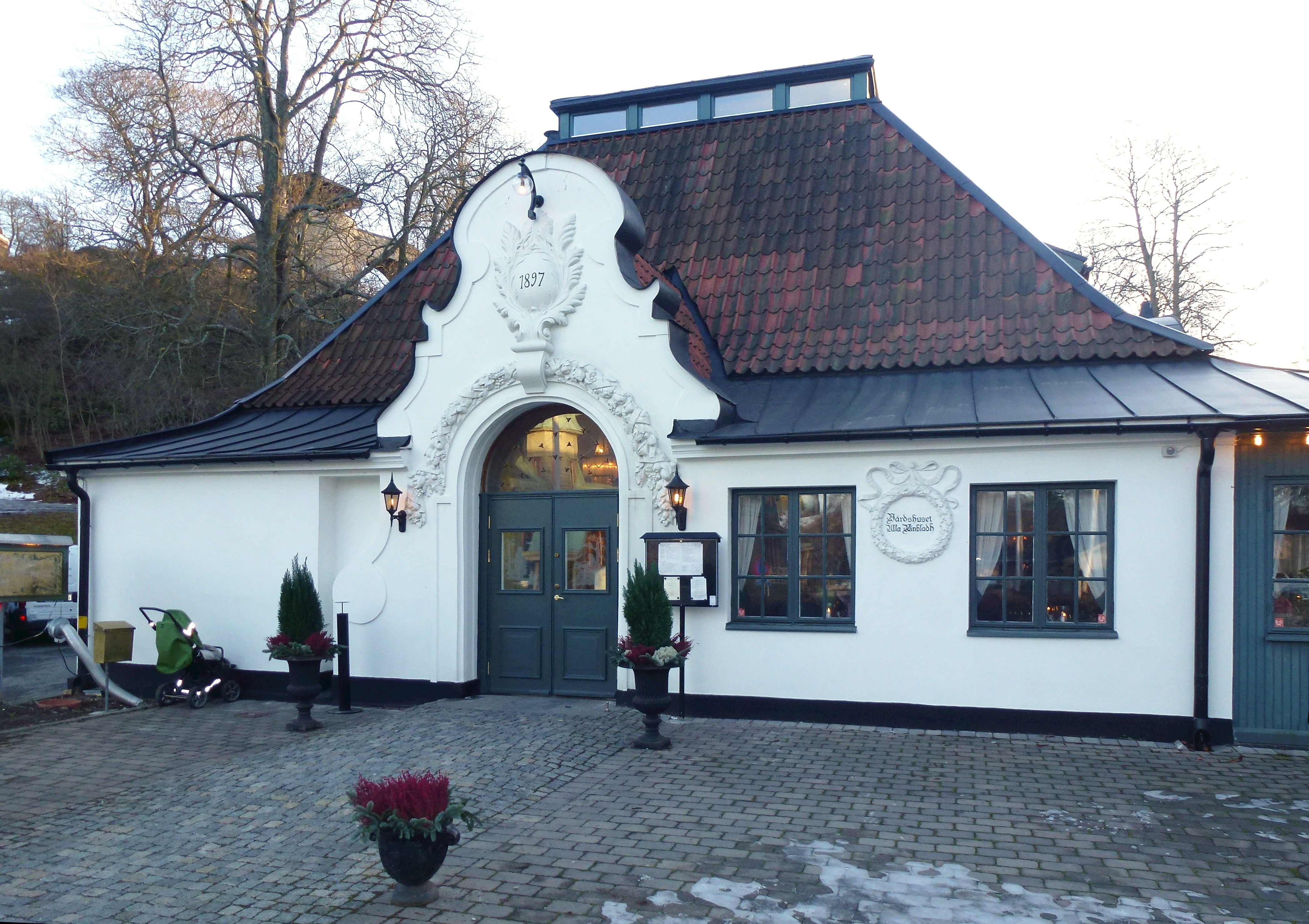
Wärdshusets entré på vintern 2015.